# Cepochka
Cepochka är en kulle i Antarktis. Den ligger i Östantarktis. Australien gör anspråk på området. Toppen på Cepochka är 1 290 meter över havet.
Terrängen runt Cepochka är platt västerut, men österut är den kuperad. Trakten är obefolkad. Det finns inga samhällen i närheten. 